# Ингебригтсен, Филип
Филип Ингебригтсен (норв. Filip Ingebrigtsen; род. 20 апреля 1993, Саннес, губерния Ругаланн, Норвегия) — норвежский легкоатлет, специализирующийся в беге на средние дистанции. Бронзовый призёр чемпионата мира 2017 года, чемпион Европы 2016 года в беге на 1500 метров. Двукратный чемпион Норвегии. Участник летних Олимпийских игр 2016 года.

## Биография
Филип — третий по старшинству ребёнок в семье Ерта и Тоне Ингебригтсен (всего у них 7 детей, шесть братьев и сестра). С раннего детства занимался лёгкой атлетикой и лыжами. Тренером для него и трёх братьев стал отец, положивший начало спортивной династии. Первым к успеху пришёл Хенрик (второй по старшинству), который в 2012 году стал чемпионом Европы в беге на 1500 метров и финишировал пятым в финале Олимпийских игр в Лондоне на этой дистанции. В последующие годы он неоднократно улучшал национальные рекорды, становился призёром крупнейших международных соревнований и был одним из сильнейших бегунов на средние дистанции в Европе.
Филип, который младше Хенрика на 2 года, в это время оставался в тени своего брата. Дебютировал за национальную сборную в 2011 году на юниорском чемпионате Европы, но не смог преодолеть стадию предварительных забегов на дистанции 800 метров. Впоследствии неоднократно выступал на международных стартах, но существенного влияния на распределение медалей не оказывал.
Всё изменилось в 2016 году, когда Филип по уровню результатов вплотную подобрался к Хенрику. По ходу сезона он улучшил личные рекорды на всех дистанциях. На чемпионате Европы он обыграл своего брата и всех остальных финалистов и завоевал золотую медаль в беге на 1500 метров (Хенрик также попал на пьедестал, став бронзовым призёром).
На Олимпийских играх в Рио-де-Жанейро Филип финишировал пятым в своём забеге и отобрался в полуфинал. Однако на основании протеста, поданного после финиша британцем Чарли Грайсом, Ингебригтсен был дисквалифицирован за толчок соперника.
После Олимпийских игр Хенрик продолжил прогрессировать на самых престижных мировых стартах. На чемпионате мира 2017 года Филип впервые попал на пьедестал мировых первенств: он стал бронзовым призёром на дистанции 1500 метров.
Младший брат Филипа, Якоб (род. 2000, пятый в семье), также бегун на средние дистанции, добился наибольших успехов среди братьев, выиграл олимпийское золото 2020 года на дистанции 1500 метров.
В феврале 2022 года Филипп, Хенрик и Якоб перестали сотрудничать со своим отцом и тренером Гьертом Ингебригтсеном. О причинах стало известно в октябре 2023 года, когда братья сообщили о его агрессии, контроле и физическом насилии в их адрес с самого детства. В июне 2025 года суд признал Гьерта виновным только в физическом насилии над дочерью Ингрид, когда ударил её мокрым полотенцем по лицу в 2022 году, приговорив его к 15 суткам ареста условно и штрафу в 1 тыс. долларов в пользу потерпевшей.
В 2025 году братья Ингебригтсен, бегунья Каролине Бьеркели Гровдаль и лыжница Марте Кристофферсен основали беговую команду Spring Run Club для любителей бега.

## Основные результаты
| Год  | Турнир                                    | Место проведения         | Дисциплина     | Место       | Результат |
| ---- | ----------------------------------------- | ------------------------ | -------------- | ----------- | --------- |
| 2011 | Чемпионат Европы среди юниоров            | Таллин, Эстония          | 800 м          | 25-е (заб.) | 1.54,20   |
| 2012 | Чемпионат мира среди юниоров              | Барселона, Испания       | 800 м          | 29-е (заб.) | 1.50,74   |
| 2012 | Чемпионат мира среди юниоров              | Барселона, Испания       | 1500 м         | 10-е        | 3.46,54   |
| 2012 | Чемпионат Европы по кроссу среди юниоров  | Будапешт, Венгрия        | кросс 6,03 км  | 46-е        | 19.46     |
| 2013 | Чемпионат Европы среди молодёжи           | Тампере, Финляндия       | 800 м          | 7-е (заб.)  | 1.48,57   |
| 2013 | Чемпионат Европы среди молодёжи           | Тампере, Финляндия       | 1500 м         | 6-е         | 3.45,48   |
| 2014 | Чемпионат Европы                          | Цюрих, Швейцария         | 1500 м         | 17-е (заб.) | 3.41,06   |
| 2015 | Чемпионат Европы в помещении              | Прага, Чехия             | 1500 м         | 24-е (заб.) | 3.50,15   |
| 2015 | Чемпионат Европы по кроссу среди молодёжи | Йер, Франция             | кросс 8,087 км | 19-е        | 24.02     |
| 2016 | Чемпионат Европы                          | Амстердам, Нидерланды    | 1500 м         | 1-е         | 3.46,65   |
| 2016 | Олимпийские игры                          | Рио-де-Жанейро, Бразилия | 1500 м         | — (заб.)    | DQ        |
| 2017 | Чемпионат Европы в помещении              | Белград, Сербия          | 1500 м         | 17-е        | 3.51,25   |
| 2017 | Чемпионат мира                            | Лондон, Великобритания   | 1500 м         | 3-е         | 3.34,53   |